# 特務艦隊
特務艦隊（とくむかんたい）は、大日本帝国海軍の部隊編制のひとつ。日露戦争および第一次世界大戦で、それぞれ一時的に組織された。

## 日露戦争
日露戦争では、戦争後半の1905年（明治38年）1月12日の戦時編制改正により特務隊が編成され、その後に特務艦隊と改称された。旅順攻囲戦が終結したため、バルチック艦隊の来航に備えた組織再編の一環として実施されたものである。旗艦の仮装巡洋艦「台中丸」以下、商船改装艦などの戦時特設艦船部隊の一部により構成された補助的な艦隊であった。

### 編制
（1905年1月12日の編制）
- 仮装巡洋艦：台中丸、台南丸、香港丸、日本丸、亜米利加丸、八幡丸、揚武
- 仮装砲艦：大仁丸、平壌丸、京城丸、香川丸、愛媛丸、高坂丸、蛟龍丸、武庫川丸、佐渡川丸、扶桑丸、海城丸、神佑丸、第五宇和島丸、第六宇和島丸
- 水雷母艦：春日丸、熊野丸、日光丸
- 測量艦：磐城
- 工作船：関東丸、三池丸
- 病院船：神戸丸、西京丸
- 水雷沈置船：旅順丸
- 艦隊付属防備隊 - 台北丸に乗船
- 港務部 - 台中丸に乗船

### 歴代司令官
- 小倉鋲一郎少将（1905年1月12日[1]-同年6月14日[2]）
- 井上敏夫少将（1905年6月14日[2]-）

## 第一次世界大戦
第一次世界大戦末期、ドイツによる無制限潜水艦作戦が展開され、連合軍の輸送船団に被害が及んだことから、イギリスは日英同盟を理由に日本へ船団護衛部隊の派遣を要請した。海軍省は難色を示す軍令部を押し切って派遣に応じることを決定した。その背景として、日本陸軍のヨーロッパ戦線派遣要請や金剛型巡洋戦艦の貸与要請を拒絶し、一方で「対華21ヶ条要求」をはじめ中国への進出を推進してきた日本に対する不信感が高まっていたという情勢が考慮されていた。3個艦隊を編制し、イギリス勢力圏に派遣された。なお、いずれも特設の艦隊であるため、司令部を持たず、指揮官は司令長官ではなく司令官である。

### 第一特務艦隊
第一特務艦隊（一特）は、インド洋横断航路の護衛を担当するため、航路の両端にあたるシンガポールとケープタウンに分散配置された。イギリス帝国のアフリカ＝インド＝オーストラリアを結ぶ重要な航路ではあるが、インド洋に拠点を持たないドイツにとって攻撃は非常に困難であったため、実戦の機会が特に少ない名目上の護衛艦隊である。1917年末に第三特務艦隊を吸収した。1919年にはインド洋護衛任務からはずれ、同年12月1日をもって大陸駐留部隊である第一遣外艦隊に改編し、活動の場を揚子江流域に移した。

#### 編制（第一特務艦隊）
（1917年12月の編制）
- 八雲
- 春日
- 筑摩（第三特務艦隊より編入）
- 矢矧（第三特務艦隊より編入）
- 須磨
- 対馬
- 新高
- 第六駆逐隊（神風型駆逐艦 春風・初雪・時雨・初春）

#### 歴代司令官（第一特務艦隊）
- 小栗孝三郎少将（1917年2月7日-）任期中に中将へ昇進
- 竹下勇中将（1917年12月12日-）
- 千坂智次郎中将（1918年6月13日-1919年12月1日改編）

### 第二特務艦隊

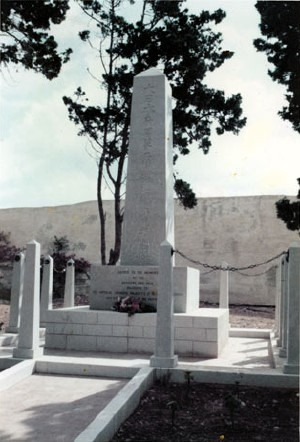
マルタ共和国旧英国海軍墓地 (現英連邦墓地) にある第二特務艦隊戦没者の墓

第二特務艦隊（二特）は、地中海縦断航路の護衛を担当するため、マルタ島に派遣された。オーストリア＝ハンガリー帝国海軍の軍港があるアドリア海は、オトラント海峡にて封鎖（オトラント海峡封鎖）されていたが、オーストリア海軍やドイツ海軍の潜水艦は隙間から地中海に出撃して通商破壊を実施していた。3個特務艦隊の中でもっとも危険な海域に派遣されたのが第二特務艦隊である。1年半の派遣期間中に、雷撃を受けた駆逐艦「榊」乗組員をはじめ78名の死者を出した。本艦隊の拙いが懸命な護衛は、連合軍諸国からも高く評価され、佐藤司令官は各国元首から賞賛され、謁見を許可されている。1921年、摂政裕仁親王は、訪欧の際にマルタ島の二特戦死者慰霊碑への訪問を強く要望した。

#### 編制（第二特務艦隊）
（1917年12月の編制）
- 出雲
- 第十駆逐隊（樺型駆逐艦 桂・楓・梅・楠）
- 第十一駆逐隊（樺型駆逐艦 榊・柏・松・杉）
- 第十五駆逐隊（桃型駆逐艦 桃・樫・檜・柳）

#### 歴代司令官（第二特務艦隊）
- 佐藤皐蔵少将（1917年2月7日-1919年7月20日解隊）

### 第三特務艦隊
第三特務艦隊（三特）は、ANZAC連絡航路の護衛を担当するため、シドニーに派遣された。ドイツ勢力圏外のオーストラリアを担当するための、実質1個戦隊だけからなる形式上の艦隊派遣である。他の特務艦隊に2か月遅れて1917年4月13日、第四戦隊を改称して派遣した。わずか半年で護衛任務を解かれ、第一特務艦隊に編入されて解散した。

#### 編制（第三特務艦隊）
（全期間の編制）
- 筑摩
- 矢矧

#### 歴代司令官（第三特務艦隊）
- 山路一善少将（1917年4月13日第四戦隊司令官より留任-1917年12月12日解隊）

## 関連文献
- 平間洋一『第一次世界大戦と日本海軍―外交と軍事との連接』慶應義塾大学出版会、1998年。ISBN 9784766406870。